# .ma
.ma è il dominio di primo livello nazionale assegnato al Marocco.
Dal 2006 è gestito dalla Agence Nationale de Régementation des Télécommunications (ANRT).
Nel 2011 ICANN ha approvato il dominio internazionalizzato المغرب. (xn--mgbc0a9azcg).